# 마우스패드

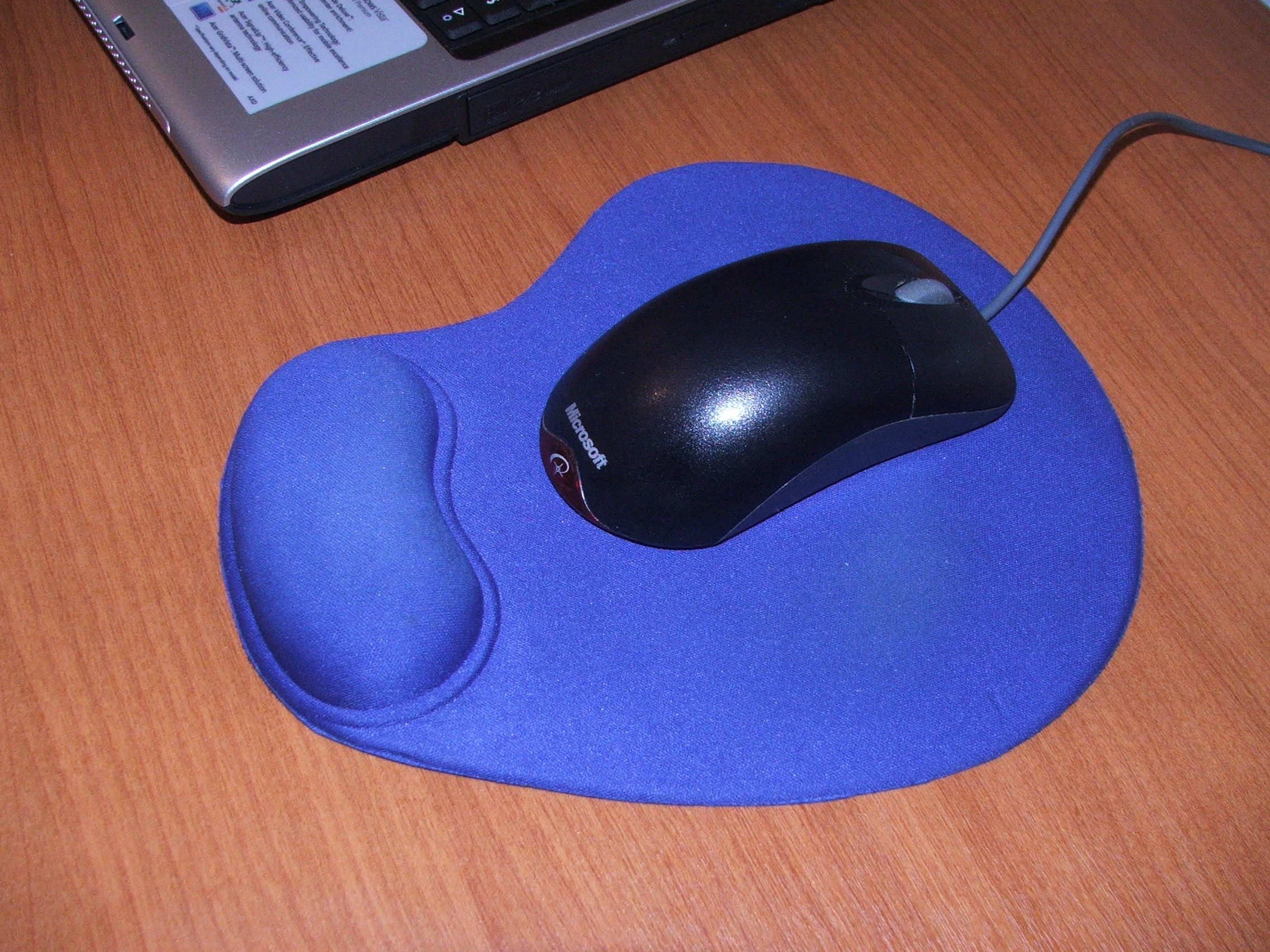
전형적인 마우스패드의 사진

마우스패드(mousepad)는 마우스매트(mousemat)라고도 하며, 컴퓨터 마우스의 이용성을 향상시키기 위한 표면이다.

## 역사
마우스의 공식 데뷔를 장식한 더글러스 엥겔바트의 1968년 발표에서 엥겔바트는 허먼 밀러의 잭 켈리가 설계한 컨트롤 콘솔을 사용하였으며, 여기에 키보드 및 마우스의 지원 영역으로 사용된 인셋(inset) 부분을 사용하였다. 알렉스 팡(Alex Pang)도 언급했지만 켈리에 따르면 켈리는 1년 뒤인 1969년 최초의 마우스패드를 설계하였다.

## 이점
마우스패드를 도입할 때의 세 가지 주요 이점으로 더 빠른 속도, 더 나은 정확도, 사용자에게 주는 편안함이다. 또다른 이점으로는 마우스에서 떨어지는 먼지를 줄일 수 있다는 점으로, 디스플레이의 포인터가 불안정해지는 현상을 줄인다.

## 같이 보기
- 마우스
- 터치패드